# Francis Ouimet

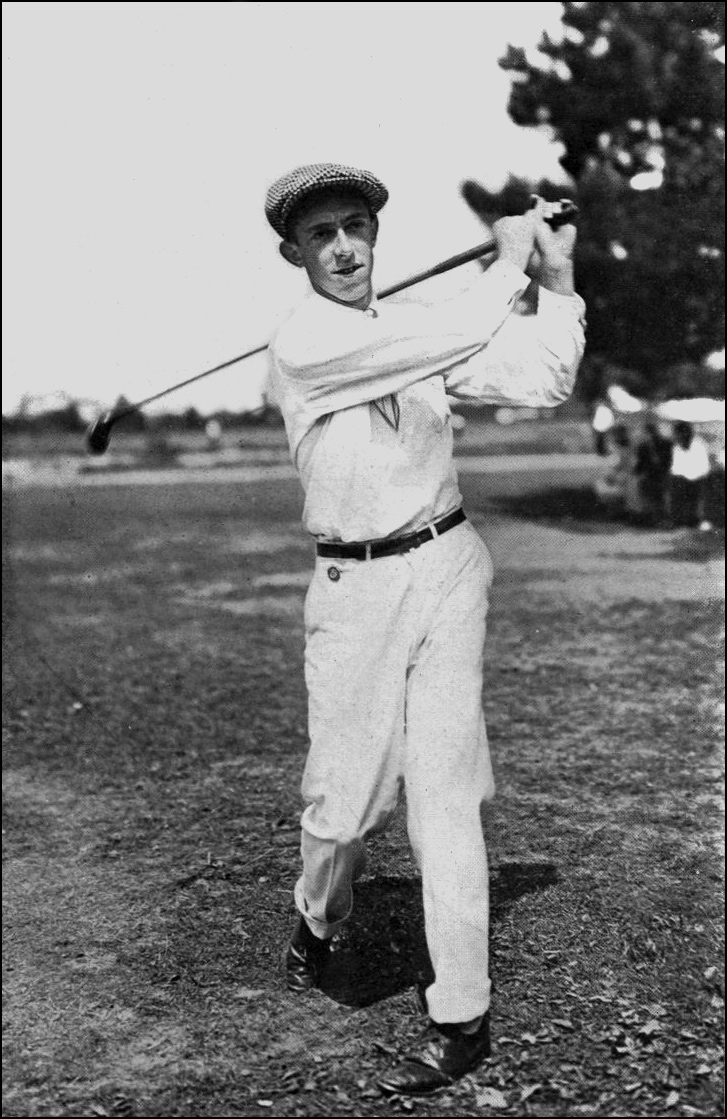
Francis Ouimet

Francis Ouimet, född 8 maj 1893 i Brookline, Massachusetts, död 3 september 1967 i Newton, Massachusetts, var en amerikansk golfspelare.
Ouimet var caddie på The Country Club men lärde sig att spela golf på den närliggande Franklin Club. Som 20-åring vann han US Open 1913 på The Country Club i Brookline i Massachusetts över britterna Harry Vardon och Ted Ray med fem respektive sex slag. Hans caddie under tävlingen var den tioårige Eddie Lowery. Han vann även U.S. Amateur Championship två gånger, 1914  och 1931. Han spelade i de åtta första Walker Cup-lagen och var kapten för de följande fyra som vann med rekordresultatet 11-1. 1951 blev han den förste amerikan som valdes till Captain för Royal and Ancient Golf Club of St Andrews.
Hans framgångar tillskrivs för att ha gjort den amerikanska golfen populär hos den breda massan. Före hans överraskande seger över Harry Vardon dominerades golfen av brittiska spelare och i USA fanns det begränsningar på privata klubbar för vilka som fick spela där; det fanns inte så många klubbar öppna för allmänheten. Tio år efter hans seger 1913 hade antalet utövare i USA tredubblats och många nya banor byggdes.
Ouimet är med i alla Golf Hall of Fame och har ett rum uppkallat efter sig på USGAs museum.
Filmen The Greatest Game Ever Played är baserad på Ouimets seger i US Open 1913.

## Meriter

### Majorsegrar
- 1913 US Open

### Övriga segrar
- 1913 Massachusetts State Amateur
- 1914 U.S. National Amateur, French Open Amateur, Massachusetts State Amateur
- 1915 Massachusetts State Amateur
- 1917 Western Open
- 1919 Massachusetts State Amateur
- 1920 North and South Amateur
- 1922 Massachusetts State Amateur
- 1925 Massachusetts State Amateur
- 1931 U.S. National Amateur

### Utmärkelser
- 1974 World Golf Hall of Fame